# Водолага
Водолага (до 17 лютого 2016 — Ревода́рівка) — село в Україні, у Лозівській міській громаді Лозівського району Харківської області. Населення становить 176 осіб. До 2020 орган місцевого самоврядування — Царедарівська сільська рада.

## Географія
Село знаходиться на відстані 0,5 км від сіл Дивізійне і Рубіжне. По селу протікає пересихаючий струмок з загатою.

## Історія
- 1917 — дата заснування.
- У 2016 році село Реводарівка перейменовано на село Водолага[1].
- 12 червня 2020 року, відповідно до Розпорядження Кабінету Міністрів України  № 725-р «Про визначення адміністративних центрів та затвердження територій територіальних громад Харківської області», увійшло до складу Лозівської міської громади.[2]
- 17 липня 2020 року, в результаті адміністративно-територіальної реформи та ліквідації колишнього Лозівського району (1923—2020), увійшло до складу новоутвореного Лозівського району Харківської області.[3]